# Montañas submarinas de Santa Elena
La cadena de montes o montañas submarinas de Santa Elena es una cadena montañosa submarina del océano Atlántico Sur. La cadena se formó por el movimiento de la placa africana en el punto caliente de Santa Elena, provocando pliegues en el relieve.